# Hyacinthus
Jacinthes
Pour les articles homonymes, voir Jacinthe.
Genre
Classification APG III (2009)
Hyacinthus est un genre de plantes bulbeuses, anciennement classées dans la famille des Liliaceae et qui désigne les véritables espèces de jacinthes (pour les distinguer des espèces de scilles). Ce genre fait désormais partie de la famille des Asparagaceae. Le nom vient de la mythologie grecque: Hyacinthe fut tué par le dieu Zephyr, jaloux de son amour pour Apollon, ce dernier transforma alors les gouttes de sang en fleurs.  
Ces plantes sont originaires d'Asie du sud-ouest (Iran, Turkménistan).
Le genre Hyacinthus comprend plusieurs espèces de fleurs dont le nom vernaculaire est la jacinthe, mais d'autres fleurs portant le même nom commun appartiennent à d'autres genres. Le nom scientifique du genre Hyacinthus et le nom vernaculaire « jacinthe » ne se recoupent donc pas exactement. 
La floraison, très décorative et parfumée, intervient au cours du printemps. Les bulbes peuvent être forcés en serre (traitement thermique des bulbes) de telle sorte que la floraison intervient alors pour les fêtes de Noël. Les bulbes sont alors très affaiblis et produisent nettement moins de fleurs l'année suivante.
Les feuilles sont à nervures parallèles, l'inflorescence indéfinie est de type grappe, la fleur est actinomorphe, les 6 étamines sont soudées aux tépales, l'ovaire n'est pas soudé au périgone gamotépale, le style est court, on distingue 3 carpelles, l'ovaire est supère et la placentation est axile.
Ce sont des plantes monoïques à fécondation entomophile.

## Liste d'espèces
Selon BioLib (8 novembre 2024) :
- Hyacinthus litwinowii Czeriakowska
- Hyacinthus orientalis L.
- Hyacinthus transcaspicus Litv.

## Précautions
Comme beaucoup de plantes à bulbes, celle-ci est toxique pour les animaux de compagnie qui mâchouillent. Elle peut également provoquer des irritations cutanées par contact.

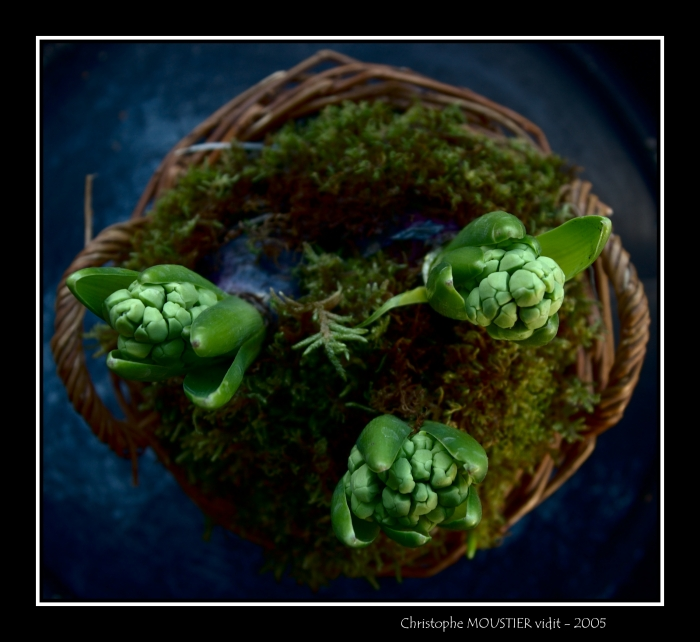
Jeunes pousses de jacinthe.
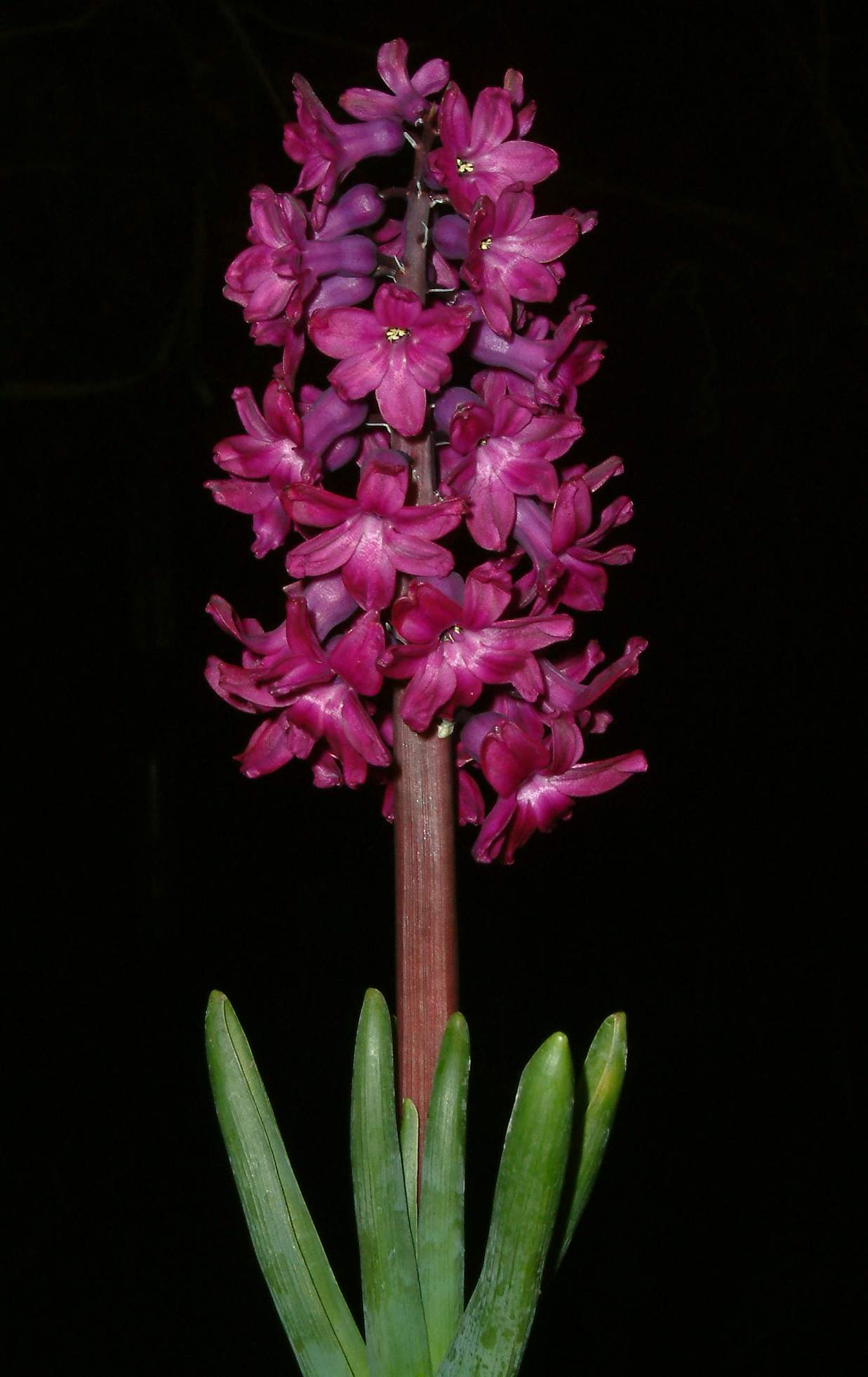
Inflorescence de jacinthe.

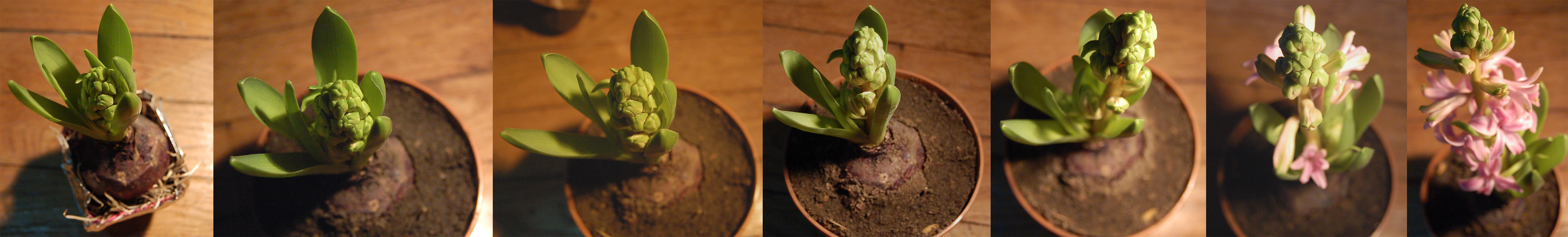
Étapes de floraison d'une jacinthe.

## Symbolique

### Langage des fleurs
Dans le langage des fleurs, la jacinthe symbolise la bienveillance ou la joie du cœur.

### Calendrier républicain
- Dans le calendrier républicain, la Jacinthe était le nom attribué au 9e jour du mois de floréal[4], généralement chaque 28 avril du calendrier grégorien.

### En littérature
« Ainsi que, sur les montagnes, les pâtres foulent aux pieds l’hyacinthe, et la fleur s’empourpre sur la terre. », Sappho, Fragment 105a, traduction française de Renée Vivien (1903).
« ... hyacinthe, droite sur sa tige et toute seule, non pas celle des jardins, mais hyacinthe mère des lys, celle d'un blanc pur, la délicate, l'odorante, la fragile, la candide hyacinthe qui disait au cygne sortant de l'eau : « Je suis plus blanche que toi ! ». », Les Mille et Une Nuits, nuit 815, traduction Mardrus.